# Роуз, Фрэнсис
Фрэнсис Роуз (29 сентября 1921 — 15 июля 2006) — британский ботаник и защитник природы. Он был автором, исследователем и педагогом. В сфере его интересов были мохообразные, грибы, высшие растения, фитоценоз и редколесье.
Роуз родился в южном Лондоне. Он изучал естественные науки в Колледже искусств в Челси и англ. Queen Mary College Лондонского университета, который окончил со степенью в области ботаники. Он получил PhD в 1953 году, изучая структуру и экологию британских равнинных болот.
С 1949 преподавал в Бедфорд колледже и других колледжах Лондона. В 1964 году он получил должность старшего преподавателя географического факультета Королевского колледжа Лондона.
Женился в 1943 году, жена Полина, имел трое сыновей и дочь.
Роуз был награжден Орденом Британской империи. Умер в 2006 году в Лисси в Хэмпшире.

## Публикации
- "The Wild Flower Key — How to identify wild plants, trees and shrubs in Britain and Ireland", 1981. Revised by Clare o'reilly, 2006. Frederick Warne. ISBN 0-7232-5175-4.
- "Colour Identification Guide to the Grasses, Sedges, Rushes and Ferns of the British Isles and North Western Europe", 1989. Viking. ISBN 0-670-80688-9.
- "The Flora of Hampshire", 1996. Co-authored with Richard Mabey, Lady Anne Brewis and Paul Bowman. Harley Books. ISBN 0-946589-34-8.
- Rose, Francis; P. Wolseley. Nettlecombe Park: Its History and Its Epiphytic Lichens - An Attempt at Correlation (англ.). — Field Studies Council, 1984. — ISBN 1-85153-165-3.
- The Observer's book of Grassse Sedges and Rushes, 1974. Frederick Warne & Co. Ltd